# Polycera abei
Espèce
Synonymes
- Greilada abei (Baba, 1960)[2]

Polycera abei  est une espèce de gastéropode nudibranche de la famille des polycéridés. Ce mollusque possède une coloration généralement gris ou blanc translucide avec des taches noires et orange. Il mesure environ 20 mm mais des sources font état de tailles supérieures. Sa zone de distribution s'étend des eaux japonaises et australiennes jusqu'au Moyen-Orient. Son observation est relativement rare.

## Taxinomie
L'espèce a été décrite en 1960 par le malacologue japonais Kikutarō Baba à partir d'un holotype collecté au Japon,. Baba place d'abord cette nouvelle espèce dans le genre Greilada qui est parfois considéré comme un sous-genre ou comme un synonyme de Polycera. L'épithète spécifique est attribuée en hommage aux travaux d'un étudiant de Baba nommé Takeo Abe.

## Distribution et habitat
Les premières études de l'espèce portent sur des spécimens collectés à différents endroits du Japon. Cependant, plusieurs observations de P. abei indiquent que sa distribution est relativement vaste. La présence de l'espèce est en effet confirmée à l'est de l'Australie, à Hong-Kong, dans le golfe d'Oman, au large des Émirats arabes unis. En 2008, l'espèce a même été observée à Hawaï. Ce nudibranche se rencontre sur des fonds sableux a une faible profondeur généralement comprise entre 8 et 11 m.

## Description
La description originale de Baba s'appuie sur un spécimen d'une longueur de 15 mm ; cette taille semble la plus habituelle mais un spécimen de 34 mm a été observé à Hawaï. Le corps est blanc ou gris translucide, il présente souvent des taches orange et noires. La coloration de l'espèce n'est cependant pas le critère le plus déterminant lors de l'identification puisque des spécimens au corps jaune uni existent. La surface supérieure du corps est lisse. Six bouquets de cérates noirs (ou papilles) sont répartis sur le dos. Ces cérates sont longs et adoptent une forme comparable à un doigt. Les rhinophores sont également noirs.

## Écologie

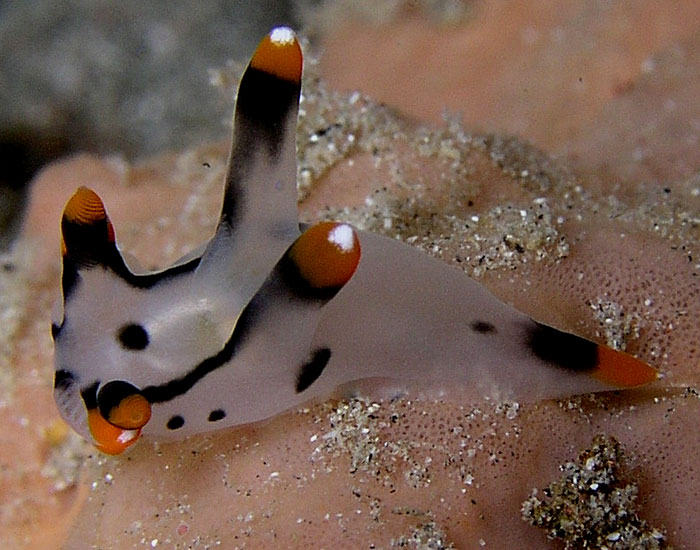
P. abei pourrait profiter de sa ressemblance avec Thecacera picta (photo) pour se protéger des prédateurs (mimétisme mullérien).

P. abei est une espèce diurne. Elle se nourrit d'ectoproctes (ou bryozoaires) fixés sur le substrat rocheux. Un groupe de spécimens a été observé en compagnie de membres de l'espèce Thecacera picta : les deux nudibranches ayant une apparence assez similaire, il pourrait s'agir d'un exemple de mimétisme mullérien, où deux espèces toxiques profitent de leur ressemblance pour éviter que le prédateur ne fasse l'erreur de les manger. 
Comme les autres nudibranches, cette espèce est hermaphrodite : la ponte (ou « oothèque ») est blanchâtre et consiste en un cordon en spirale composé de milliers d’œufs. Ce cordon est déposé sur les tiges des ectoproctes. D'œufs collectés et observés en laboratoire ont éclos des larves véligères après 4 jours.